# Pachodynerus mimicus
Pachodynerus mimicus är en stekelart som beskrevs av Edoardo Zavattari 1912.
Pachodynerus mimicus ingår i släktet Pachodynerus och familjen Eumenidae. Inga underarter finns listade i Catalogue of Life.